# Gastón Fermepín
Gastón Fermepín ocupó por 28 días el cargo interino de 27° gobernador del antiguo Territorio Nacional de Misiones del 11 de junio al 8 de julio de 1943.
Ya que los gobernadores de los Territorios Nacionales, según la Constitución Nacional debían ser designados decreto presidencial, en muchos casos las designaciones se hacían fuera de término, por lo que la fecha de fin de mandato de un gobernador no combinaba con la del comienzo del sucesor. Para cubrir este intervalo se designaba interinamente a algún funcionario de la Casa de Gobierno.